# Teoria laryngalna
Teoria laryngalna – teoria, według której w języku praindoeuropejskim, oprócz zwykłych spółgłosek i samogłosek istniały trzy głoski o artykulacji gardłowej lub krtaniowej, zwane głoskami laryngalnymi lub w skrócie laryngałami (z gr. larynx „krtań”).
Hipotezę co do istnienia laryngałów w prajęzyku zaproponował w 1879 Ferdinand de Saussure, jako wyjaśnienie pewnych irracjonalnych z pozoru zjawisk fonetycznych obserwowanych w językach indoeuropejskich (np. wzdłużeń), zwłaszcza w starożytnej grece w formach i wyrazach odziedziczonych z prajęzyka. Laryngały utrzymały się jedynie w języku hetyckim i we wczesnych pożyczkach indoeuropejskich w językach uralskich.
Laryngały w piśmie oznacza się symbolicznie jako h1, h2, h3, ale ich rzeczywistego brzmienia nie znamy. Wiadomo tylko, że miały one możność wpływu na barwę sąsiadującej samogłoski, a przede wszystkim na barwę samogłoski powstającej na miejscu zanikłego laryngału. I tak, h1 daje przeważnie samogłoskę [e], h2 [a], a h3 [o]. Przypuszcza się, że h1 brzmiało jak [ʔ] lub [h], h2 jak [x] lub [ħ] a h3 jak [xʷ] lub [ɣʷ].